# 7115 Франціскужено
7115 Франціскужено (7115 Franciscuszeno) — астероїд головного поясу, відкритий 29 листопада 1986 року.
Тіссеранів параметр щодо Юпітера — 3,184.